# Verbindungsnetz
Ein Verbindungsnetz (englisch core network, backbone network, kurz: core oder backbone) bezeichnet diejenigen Netzbereiche von Telekommunikationsnetzen, insbesondere Telefonnetzen, die die örtlichen Zugangsnetze bzw. die Teilnehmervermittlungsstellen miteinander verbinden. Verbindungsnetze dienen der Vermittlung von Schmalband-Fernverbindungen, die ein einzelnes Ortsnetz übergreifen.
Gemäß der Terminologie von Rechnernetzen kann man bei einem Verbindungsnetz auch von einem Weitverkehrstelefonnetz sprechen.
Teilnehmernetzbetreiber betreiben in aller Regel auch Verbindungsnetze. Hingegen verfügen Verbindungsnetzbetreiber über keine Zugangsnetze und unterhalten daher reine Verbindungsnetze.